# La Unión (Chili)
La Unión is een gemeente in de Chileense provincie Ranco in de regio Los Ríos. La Unión telde 38.036 inwoners in 2017 en heeft een oppervlakte van 2137 km².
La Unión is gesticht in 1821 tijdens het bewind van Bernardo O'Higgins, met als doel om vanuit hier de heerschappij over het centrale deel van Chili veilig te stellen.
Tegenwoordig is La Unión een belangrijk centrum voor de productie van melk. COLUN is de belangrijkste zuivelproducent in de regio.
- Library of Congress Control Number: n93069150
- Nationale Bibliotheek van Israël: 987007533269405171
- Virtual International Authority File: 123303252